# Estela de Lemnos
L'Estela de Lemnos, o, descriptivament, llosa sepulcral de Kamínia, és una llosa funerària trobada a Lemnos que mostra el gravat d'un guerrer de perfil i amb el cap descobert, que porta una llança i un escut aparentment circular. Està datada del segle vi aC. La seva importància rau en dues inscripcions que, pel que se sap, poden estar escrites en etrusc o una llengua afí, igual que alguns vasos de ceràmica trobats a l'illa. Si les investigacions sobre aquest idioma hi ofereixen més llum, aquestes troballes evidenciarien la migració dels etruscos fora de la península Itàlica, a més d'un antic dialecte etrusc que s'ha anomenat llengua lèmnia (especulativament sobre les fonts gregues: XVI aC - V aC).
La inscripció es va trobar el 1885 a Kamínia (nord del mar Egeu) i conté 198 lletres, que formarien, en aparença, 34 paraules. Els vasos ceràmics van ser trobats el 1928.